# Christoph Westerthaler
Christoph Westerthaler (né le 11 janvier 1965 à Silz en Autriche et mort le 20 juillet 2018) est un footballeur international autrichien reconverti entraîneur.

## Biographie

### Carrière de joueur
Attaquant de petit gabarit, Gischi Westerthaler commença sa carrière en Autriche au FC Wacker Innsbruck et y restera pendant 9 ans, sauf une période de 2 saisons au LASK Linz. Avec l'équipe tyrolienne, il remportera deux championnats d'Autriche et 2 coupes. En 1994, il rejoindra le SK Vorwärts Steyr puis le LASK deux ans plus tard. En 1997, il partira évoluer en  Allemagne dans les deux équipes majeures de Francfort et pour le VfL Osnabrück.
À l'été 2001, il met un terme à sa carrière à cause d'une blessure à la jambe.

### Carrière internationale
Christoph Westerthaler fait ses débuts avec l'Autriche en octobre 1989 lors d'un match amical contre Malte mais ne sera pas sélectionné pour disputer la coupe du monde 1990 en Italie. Il jouera 6 matchs en sélection et n'inscrira aucun but. Il jouera son dernier match en novembre 1993 lors des qualifications pour la coupe du monde 1994 contre la Suède.

## Palmarès
- Champion d'Autriche (2):
  - 1989, 1990
- Coupe d'Autriche de football (2):
  - 1989, 1993
- Meilleur buteur du Championnat d'Autriche de football (1):
  - 1992[2]